# Brinkala

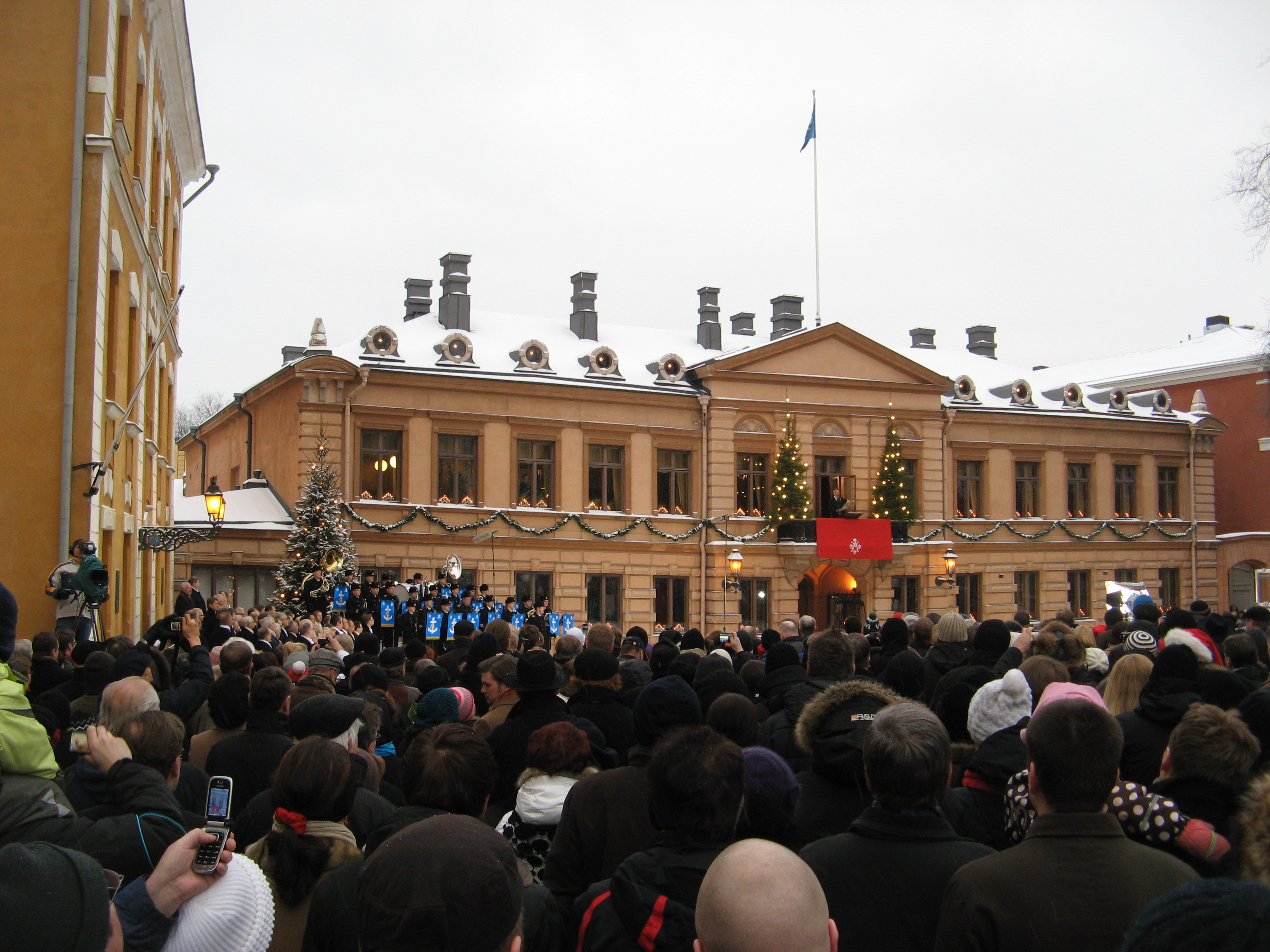
Brinkala på Gamla Stortorget i Åbo.

Brinkala är en kulturhistoriskt viktig byggnad vid Gamla Stortorget i den finländska staden Åbo. Brinkala är mest känt för julfridstraditionen. Julfriden utlyses från Brinkalas balkong klockan 12 varje julaftonsdag. Ursprungligen utlystes julfriden från Gamla rådhusets fönster.
Brinkala har anor från 1500-talet men fick sitt nuvarande utseende efter Åbo brand år 1827 som skadade byggnaden svårt. Efter branden fungerade Brinkala som rådhus fram till 1920-talet. Därefter användes Brinkala av polisinrättningen och numera arbetar Åbo kulturcentrum i byggnaden. Byggnaden restaurerades under 1990-talet.
Julfridsbalkongen härstammar från 1880-talet. Den är en tillbyggnad till Brinkalas fasad och byggdes mellan åren 1884 och 1886.